# Christophorus van Mytilene
Christophorus van Mytilene (Grieks: Χριστόφορος Μιτυληναῖος) was een Byzantijns-Grieks dichter die leefde in de eerste helft van de elfde eeuw. Zijn literair werk bestaat uit gedichten over gevarieerde onderwerpen en 4 christelijke kalenders.

## Biografie
Christophorus was geboren in Constantinopel en leefde bijna zijn hele leven lang in de wijk Sphoriakou. Hij bekleedde belangrijke titels zoals patrikios (patriciër), protospatharios (militaire eretitel) en kritès (rechter). Uit zijn gedichten kunnen we opmaken dat hij begon te schrijven onder de heerschappij van Romanos III (1028-1034), maar het grootste deel van zijn gedichten dateren van de tijd van keizer Constantijn IX Monomachos (1042-1055), die cultuur en meer bepaald literatuur begunstigde.

## Werken
Zijn collectie van 145 gedichten van verschillende inhoud draagt de naam 'Verscheidene verzen' (στίχοι διάφοροι). De collectie lijkt chronologisch geordend te zijn, maar de tekst van veel gedichten is beschadigd door de tijd. Meestal gebruikt hij de dodecasyllabus als metrum, maar er zijn ook gedichten in de dactylische hexameter. De taal is een kunstmatig Homerisch Grieks. Elegieën en anacreontica komen in zijn werk ook voor.
De inhoud van de gedichten is heel verschillend. Een groot aantal is satirisch van inslag. Hier steekt Christophorus de draak met onsuccesvolle wagenmenners, bedrogen echtgenoten, hypocriete monniken, pseudo-intellectuelen, enz. Andere gedichten zijn gericht tot de muizen die aan zijn boeken vreten en een uil die hem uit zijn slaap houdt. Veel gedichten zijn epigrammen met een religieuze inhoud over Bijbelse figuren of christelijke feesten. Enkele langere gedichten bestaan uit begrafenisredes van zijn moeder en zus. Historische gebeurtenissen komen ook aan bod, bv. de dood van Romanos III en de rellen van 1042. Het langste gedicht is een lofrede voor de spin. De rest bestaat uit grafschriften, raadsels,...
De rest van zijn oeuvre bestaat uit 4 kalenders in 4 verschillende metra (hexameter, dodecasyllaben, stichera en canones), die al de heiligen en feesten van het Orthodoxe liturgische jaar behandelen.
Zijn poëzie wordt gekenmerkt door een geestige toon die zelden gevonden wordt in Griekse poëzie uit die tijd. De mix van christelijke en klassieke elementen en het aanmatigende intellectuele elitarisme zijn onderscheidende factoren, die hem linken aan andere dichters van die periode zoals Johannes Mauropous en Michaël Psellos.
- Bibsys: 95000568
- Bibliothèque nationale de France: cb11989033n (data)
- Catàleg d'autoritats de noms i títols de Catalunya: 981058512380606706
- CiNii: DA07447838
- Gemeinsame Normdatei: 100939066
- International Standard Name Identifier: 0000 0000 7969 6995
- Library of Congress Control Number: n83135172
- Nationale Bibliotheek van Tsjechië: jo20241230203
- Nationale Bibliotheek van Israël: 987007463268205171
- Nationale Bibliotheek van Polen: a0000002776844
- Nederlandse Thesaurus van Auteursnamen: 068722753
- Réseau des bibliothèques de Suisse occidentale: 02-A000036146
- Istituto Centrale per il Catalogo Unico: CUBV105982
- LIBRIS: 181679
- Système universitaire de documentation: 02795983X
- Virtual International Authority File: 3849437